# Marklowice Górne
Marklowice Górne (cz. Horní Marklovice, niem. Ober-Marklowitz) – wieś sołecka w Polsce położona w województwie śląskim, w powiecie cieszyńskim, w gminie Zebrzydowice, nad rzeką Pietrówką. Położona na Wysoczyźnie Kończyckiej, w historycznych granicach regionu Śląska Cieszyńskiego. Powierzchnia sołectwa wynosi 464 ha, a liczba ludności 1018, co daje gęstość zaludnienia równą 219,4 os./km².

## Historia
Miejscowość po raz pierwszy wzmiankowana została w łacińskim dokumencie Liber fundationis episcopatus Vratislaviensis (pol. Księga uposażeń biskupstwa wrocławskiego), spisanej za czasów biskupa Henryka z Wierzbna ok. 1305 w szeregu wsi zobowiązanych do płacenia dziesięciny biskupstwu we Wrocławiu, w postaci item [in] Marclowitz debent esse triginta mansi. Zapis ten oznaczał, że wieś zobowiązana została do płacenia dziesięciny z 30 łanów mniejszych. Jej powstanie wiąże się z przeprowadzaną pod koniec XIII wieku na terytorium późniejszego Górnego Śląska wielką akcją osadniczą (tzw. łanowo-czynszową). Wieś politycznie znajdowała się wówczas w granicach utworzonego w 1290 piastowskiego (polskiego) Księstwa Cieszyńskiego, będącego od 1327 lennem Królestwa Czech, a od 1526 roku w wyniku objęcia tronu czeskiego przez Habsburgów wraz z regionem aż do 1918 roku w monarchii Habsburgów (potocznie Austrii).
Początkowo dzisiejsze tereny Marklowic Górnych stanowiły fragment wsi Marklowice, z której w XVII w. wyodrębniły się dwie miejscowości Marklowice Górne i Marklowice Dolne, administracyjnie połączone ponownie w jedną gminę pod koniec XIX w. Na początku XVIII w. jej właścicielem był Jan Adam z rodu Bludowskich, a w 1748 Ernest Leberecht Bludowski dzięki ożenkowi z Elżbietą Konstancją Marklowską. W tym czasie znajdował się tu zamek, folwark, browar i punkt celny. W lutym 1811 roku wybuchł tu bunt chłopski przeciwko utrzymywaniu pańszczyzny. Chłopi wymierzyli karę 50 pałek panu von Minnigerode.
Według austriackiego spisu ludności z 1900 gmina Marklowice miała obszar 961 hektarów, zamieszkałych przez 1212 mieszkańców w 174 budynkach, co dawało gęstość zaludnienia równą 126,1 os./km². z tego w Marklowicach Górnych mieszkało 423 osób w 60 budynkach. 418 (98,8%) było katolikami, 1 (0,2%) ewangelikiem, 4 (0,9%) wyznawcami judaizmu, 410 (96,9%) było polsko-, a 5 (1,2%) niemieckojęzycznymi. Do 1910 roku liczba budynków wzrosła do 70 a mieszkańców do 530, z czego 524 było zameldowanych na stałe, 514 (98,1%) było polsko-, a 10 (1,9%) niemieckojęzycznymi, zaś wszyscy mieszkańcy byli katolikami. Dla porównania w tym samym roku w Marklowicach Dolnych w 126 domach mieszkało 982 osób w 130 domach.
Po najeździe wojsk czechosłowackich w 1919 roku gmina została podzielona, część zachodnia (Marklowice Dolne) włączona do Czechosłowacji zaś wschodnia (Marklowice Górne) do Polski. Granice zostały zatwierdzone przez tzw. Radę Ambasadorów w 1920 r. – po stronie polskiej znalazła się szkoła, zaś po stronie czechosłowackiej kościół i cmentarz.
Po zajęciu przez wojska polskie Zaolzia w październiku 1938 na dziesięć miesięcy Marklowice granica polsko-czechosłowacka została zastąpiona wewnątrzpaństwową granicą powiatów frysztackiego (Dolne) i cieszyńskiego (Górne).
Po II wojnie światowej powrócono do granic z okresu międzywojennego.
W latach 1945–1955 stacjonowała tu strażnica Wojsk Ochrony Pogranicza.
W latach 1975–1998 miejscowość położona była w województwie katowickim.
W miejscowości funkcjonowało przejście graniczne Marklowice Górne – Dolní Marklovice. Funkcjonowało do chwili przystąpienia Polski do układu z Schengen (21 grudnia 2007 roku).

## Religia
Na terenie wsi działalność duszpasterską prowadzi Kościół Rzymskokatolicki (parafia pw. świętego Jozafata Kuncewicza).

## Turystyka
- czerwona trasa rowerowa nr 24 (Pętla rowerowa Euroregionu Śląsk Cieszyński)
- żółta trasa rowerowa nr 271 – Jastrzębie-Zdrój – Zebrzydowice (28 km)
- Jastrzębski Szlak Krajoznawczy im. Jerzego Fudzińskiego (35,90 km) → trasa: Zebrzydowice – Turza Śląska[12]
- Szlak Zamków nad Piotrówką – Kończyce Wielkie – Kończyce Małe – Zebrzydowice – Marklowice Górne – Marklowice Dolne – Pierstna – Piotrowice koło Karwiny – Skrbeńsko – Gołkowice (25 km)

## Galeria

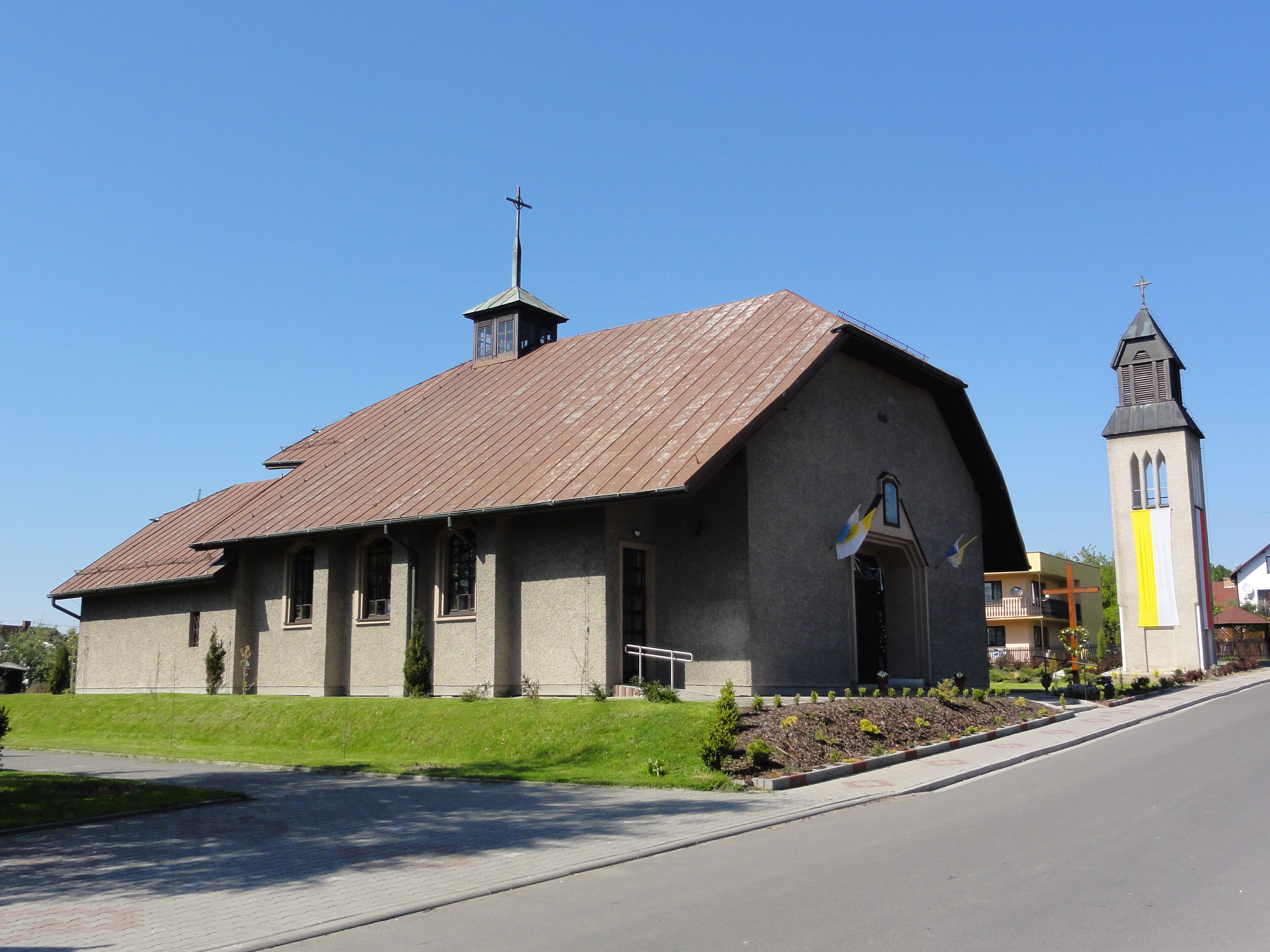
Kościół parafialny pw. św. Jozafata Kuncewicza
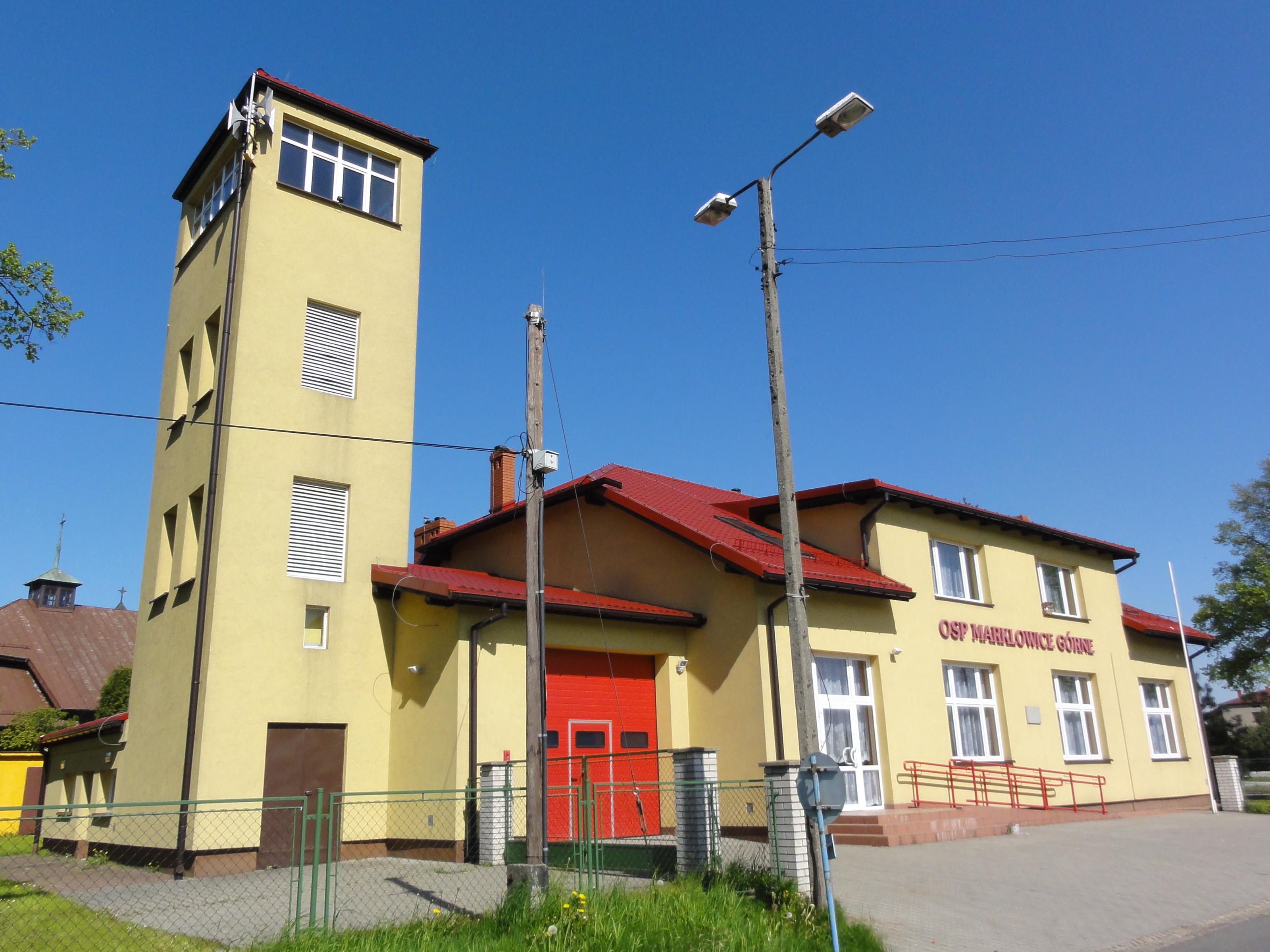
Remiza OSP Marklowice Górne
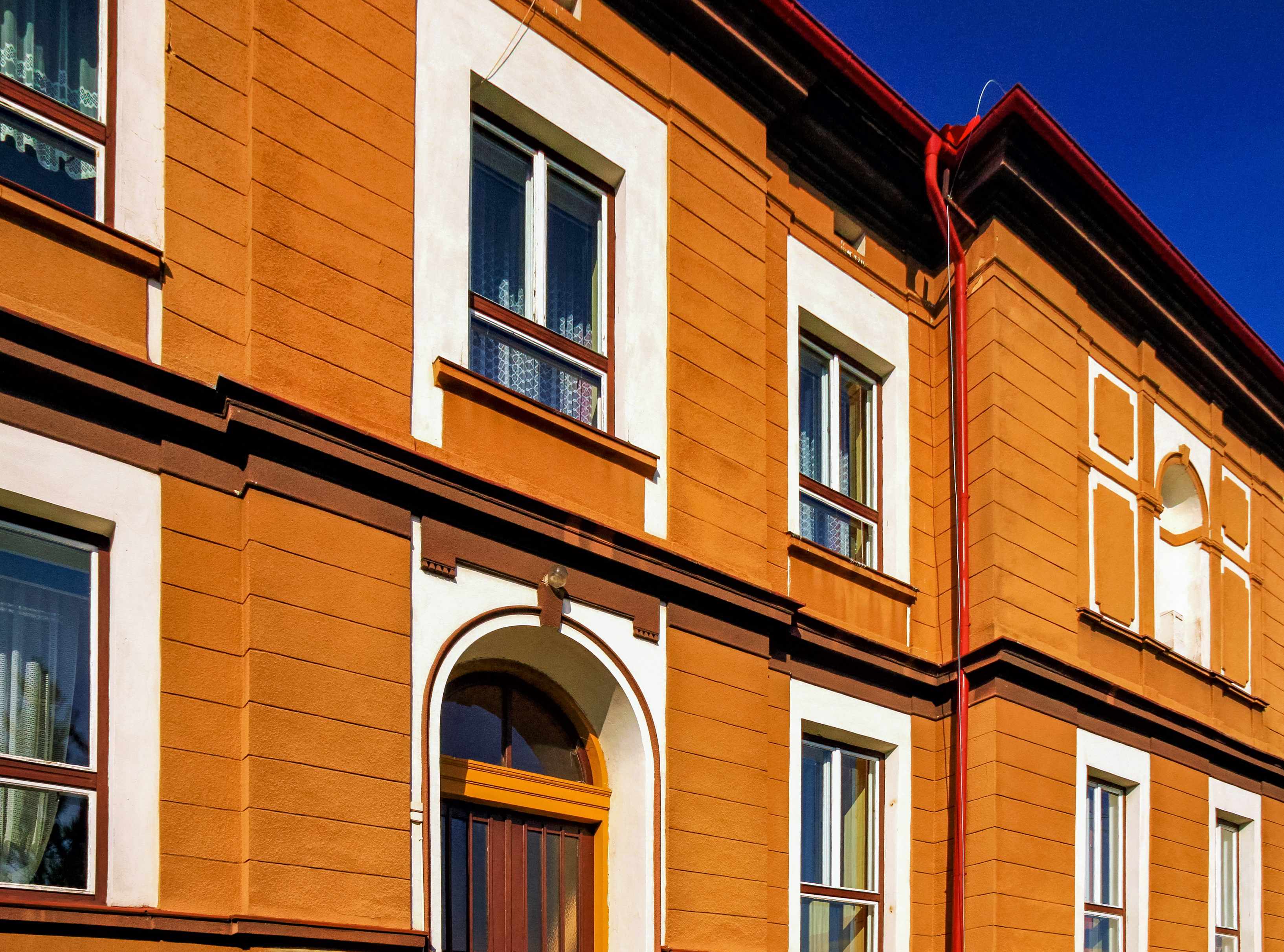
Szkoła Podstawowa. Dawna Szkoła Jubileuszowa Cesarza Franciszka Józefa I, wybudowana w 1900 roku
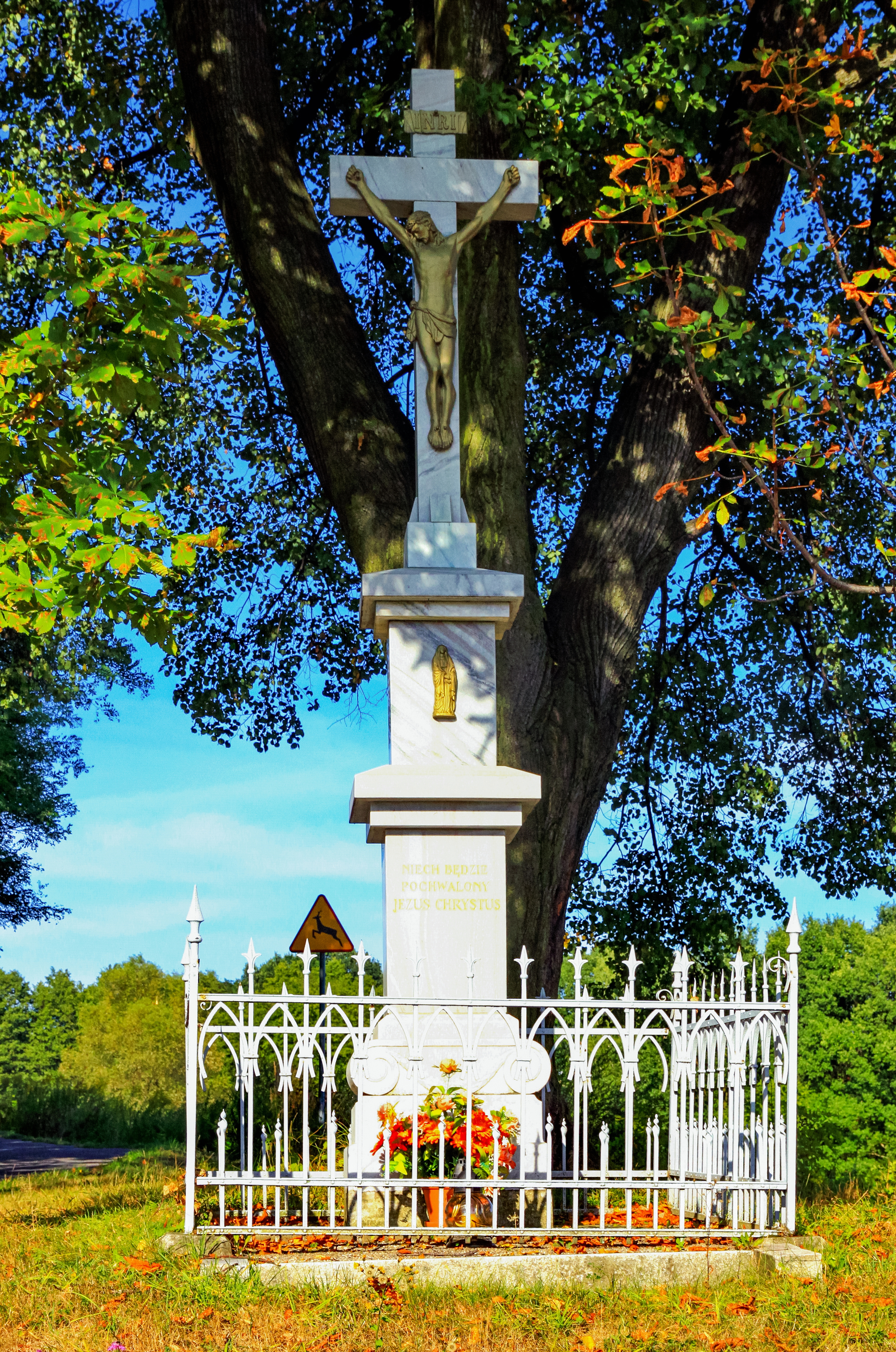
Krzyż przydrożny
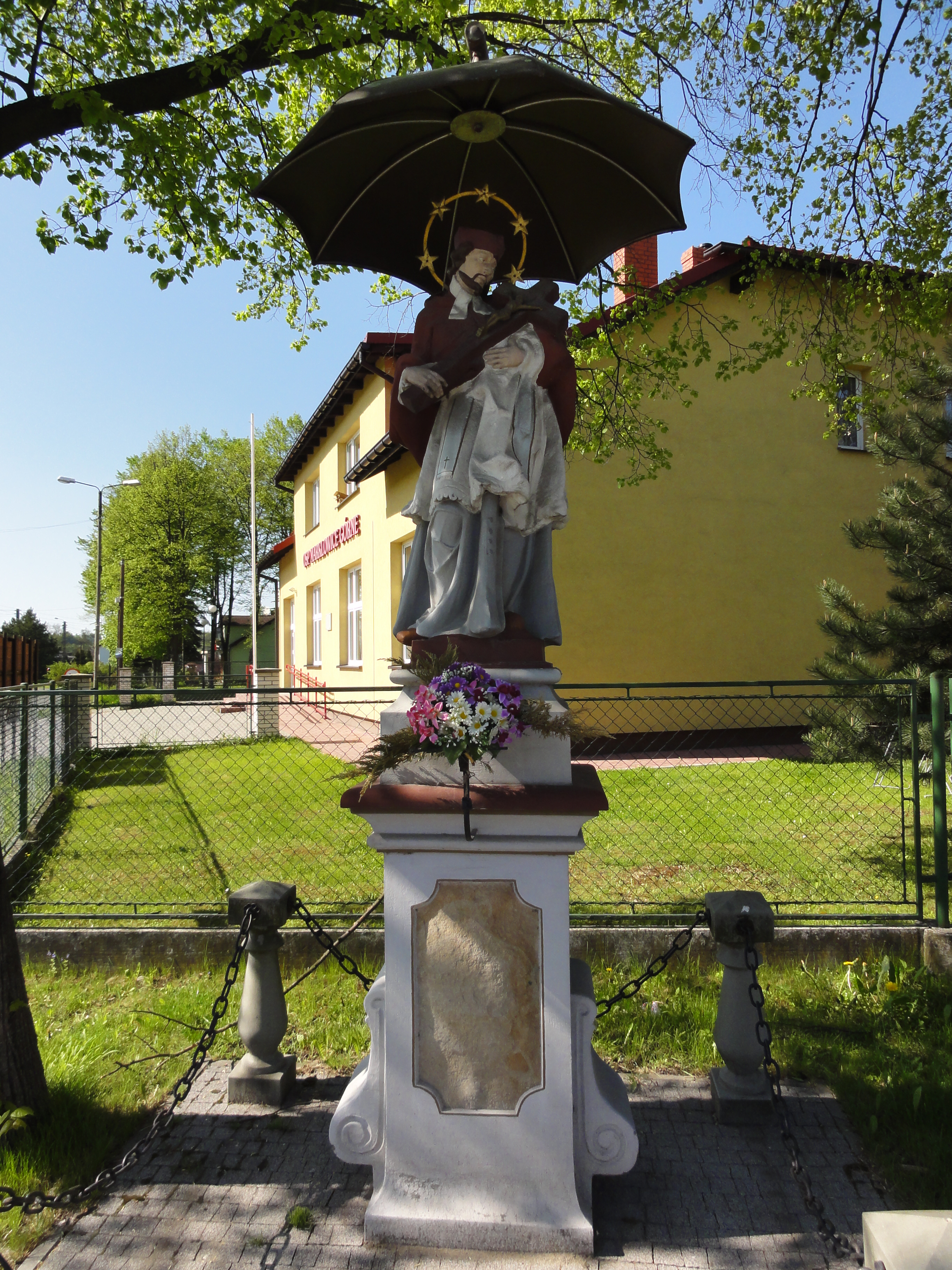
Figura św. Jana Nepomucena
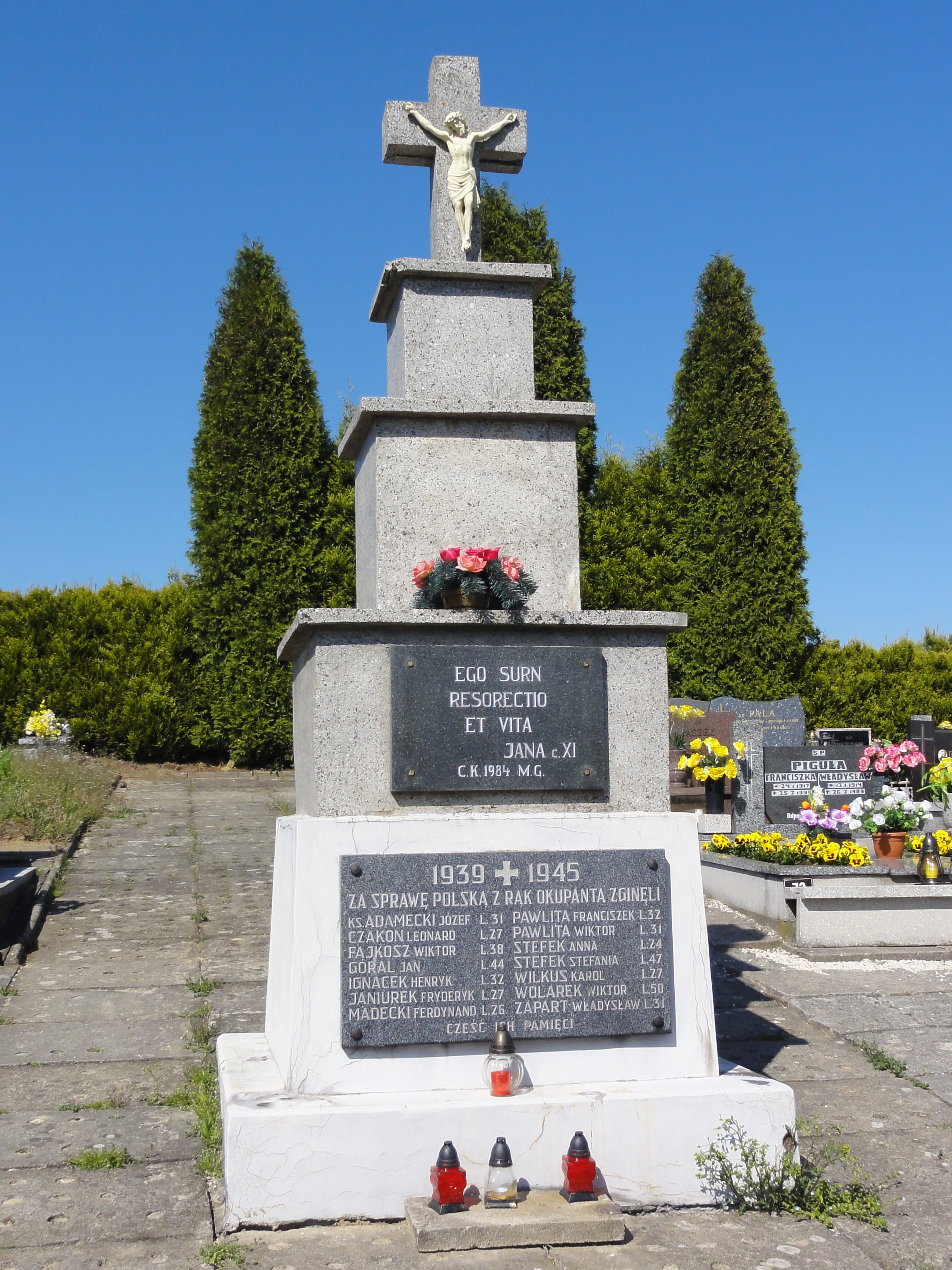
Pomnik poległym podczas II wojny światowej
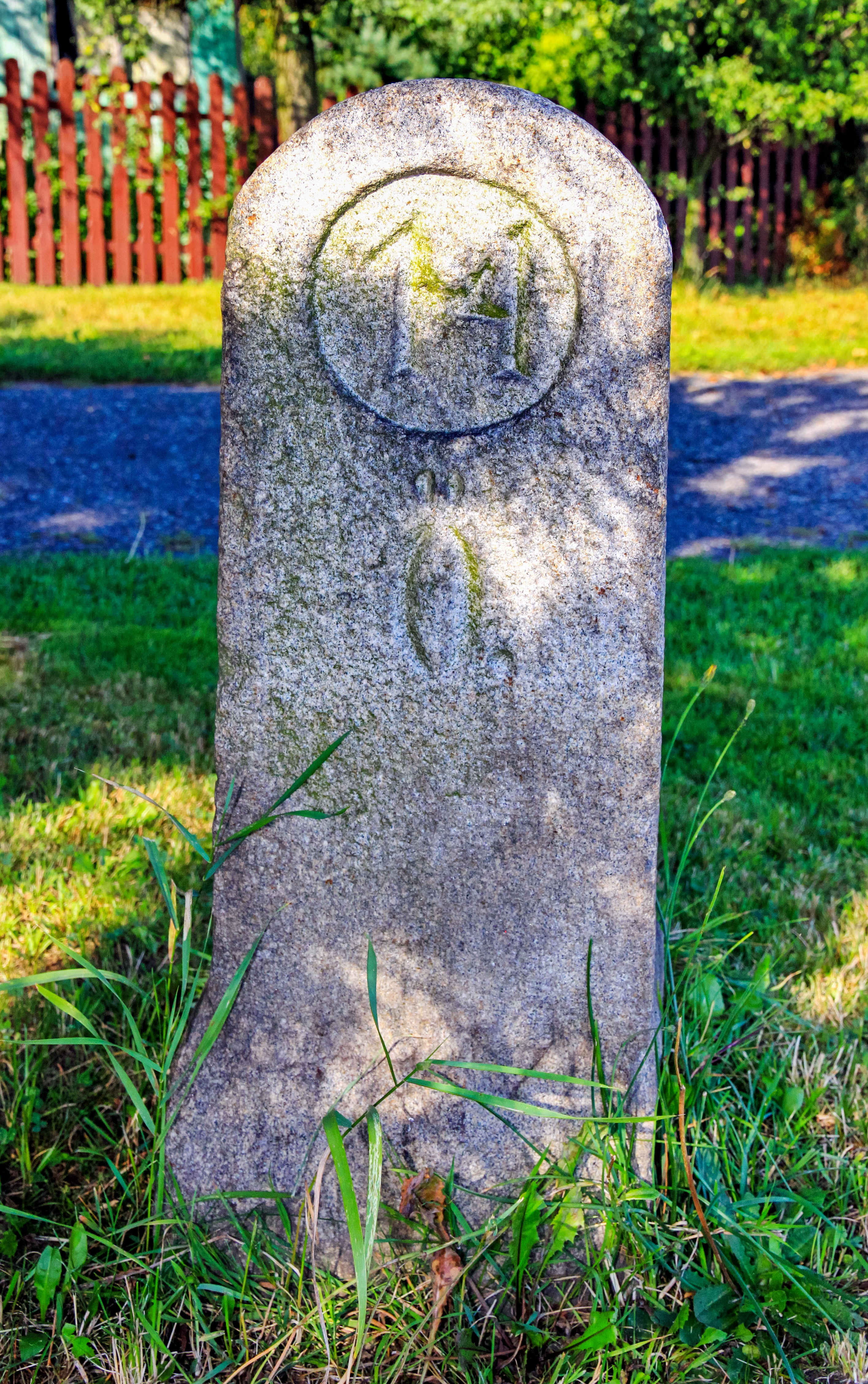
Kamień graniczny Cesarstwa Austrii (Ö) i Królestwo Prus (P)
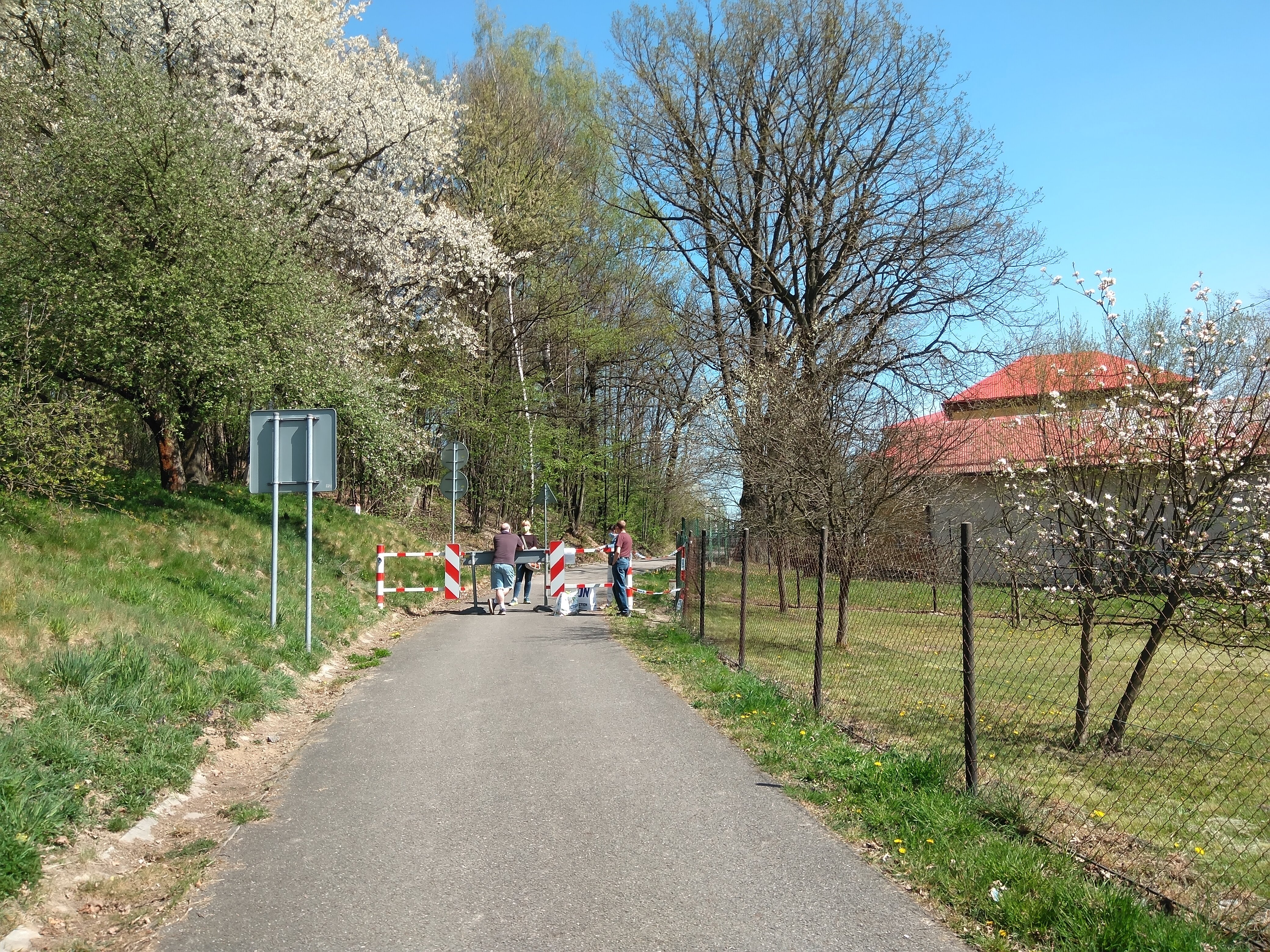
Granica  między Marklowicami Górnymi i Dolnymi podczas pandemii COVID-19